# Schach-Europameisterschaft der Frauen 2018

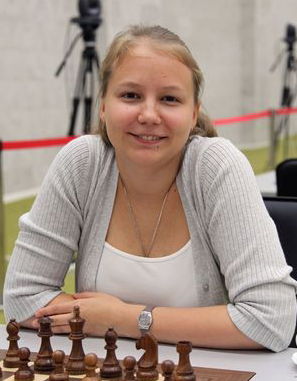
Walentina Gunina, Europameisterin 2018

Die Schach-Europameisterschaft der Frauen 2018 (offiziell European Women’s Individual Chess Championship 2018) war die 19. Austragung einer Schach-Europameisterschaft der Frauen und fand vom 8. bis 19. April 2018 im slowakischen Vysoké Tatry statt. Das Turnier nach Schweizer System wurde von der European Chess Union veranstaltet. Siegerin wurde die Russin Walentina Gunina.

## Organisation

### Modus
Gespielt wurde nach Schweizer System über eine Dauer von elf Runden. Als Bedenkzeit hatten die Spielerinnen jeweils eine Startzeit von 90 Minuten, die nach dem 40. Zug um weitere 30 Minuten erweitert wurde. Zudem gab es ein Zeitinkrement von 30 Sekunden bereits ab dem ersten Zug. Bei Punktgleichheit zählten zuerst die direkten Duelle, sofern vorhanden. Anschließend wurde mittels der Buchholz-Wertung (in der ersten Anwendung abzüglich der schlechtestgewerteten Gegnerin) unterschieden. Zeigte sich auch hier ein Gleichstand, zählten zuletzt die durchschnittliche Elo-Zahl der Gegnerinnen (ausgenommen des schlechtesten Wertes) und die höhere Zahl an Siegen.
Die Teilnahme stand grundsätzlich allen Mitgliedern der europäischen nationalen Verbänden frei. Spielerinnen aus dem suspendierten bulgarischen Schachverband mussten unter der Flagge der FIDE oder der European Chess Union antreten.

### Preisgeld
Insgesamt wurden 65.000 Euro an Preisgeldern ausgeschüttet. Aus dem Teilnehmerfeld erhielten die 20 bestplatzierten Spielerinnen eine Prämie von mindestens 1000 €; die Siegerin erhielt 11.000 €. Außerdem wurde den fünf besten Mitgliedern der Association of Chess Professionals, welche sonst keinen der Preisplätze besetzten, eine Prämie von jeweils 1000 € gezahlt.

## Ergebnis
Insgesamt nahmen 144 Spielerinnen teil. Die mit Abstand größte Gruppe stammte aus dem Schachverband Russlands mit 25 Teilnehmerinnen. Dahinter stellten die Ukraine mit elf Spielerinnen und Polen mit zehn Spielerinnen die meisten Teilnehmerinnen. Aus dem Gastgeberland Slowakei nahmen neun Frauen an der Europameisterschaft teil; aus Deutschland reisten sieben Frauen an.
Nach Abschluss aller Runden stand Walentina Gunina als neue Europameisterin der Frauen fest. Ihr war es gelungen, sich mit einem vollen Punkt vor den anderen Spielerinnen abzusetzen. Sie gewann in der achten Runde gegen die abschließend Zweite Nana Dsagnidse und spielte in ihren Duellen gegen Ekaterina Atalık und Anna Uschenina remis. Die Erste der Setzliste Marija Musytschuk erreichte den 14. Rang. Beste deutsche Teilnehmerin wurde Elisabeth Pähtz auf dem sechsten Platz.
Über die Europameisterschaft qualifizierten sich 14 Spielerinnen für den Schach-Weltpokal der Frauen 2021.
| Platz | Teilnehmerin            | Elo-Zahl | Punkte | BC1  | BUC  |
| ----- | ----------------------- | -------- | ------ | ---- | ---- |
| 01.   | Walentina Gunina        | 2507     | 9,0    | 72,5 | 76,5 |
| 02.   | Nana Dsagnidse          | 2507     | 8,0    | 74,5 | 80,5 |
| 03.   | Anna Uschenina          | 2422     | 8,0    | 74,0 | 78,5 |
| 04.   | Ekaterina Atalık        | 2452     | 8,0    | 67,0 | 71,5 |
| 05.   | Antoaneta Stefanowa     | 2479     | 8,0    | 66,0 | 71,0 |
| 06.   | Elisabeth Pähtz         | 2468     | 8,0    | 66,0 | 70,5 |
| 07.   | Klaudia Kulon           | 2319     | 8,0    | 65,5 | 69,0 |
| 08.   | Polina Schuwalowa       | 2389     | 8,0    | 65,0 | 68,5 |
| 09.   | Alexandra Gorjatschkina | 2495     | 7,5    | 69,0 | 74,0 |
| 10.   | Günay Məmmədzadə        | 2392     | 7,5    | 67,5 | 72,5 |